# Janggak (most)
Janggak (korejsky 양각교 – Janggak jo) je silniční a železniční most v Pchjongjangu, hlavním městě Severní Korey. V rámci města je jedním ze šesti mostů přes řeku Tedong. Prochází přes ostrov Janggak a spojuje čtvrti Pchjŏngčchŏngujŏk a Čunggujŏk na severním břehu řeky se čtvrtí Sŏngjogujŏg na jižním břehu řeky.  
Postaven byl v letech 1904–1905.